# Dioceza Dacia

Harta Balcanilor de nord în secolul al VI-lea pe care apare Dioceza Daciae cu provinciile sale.

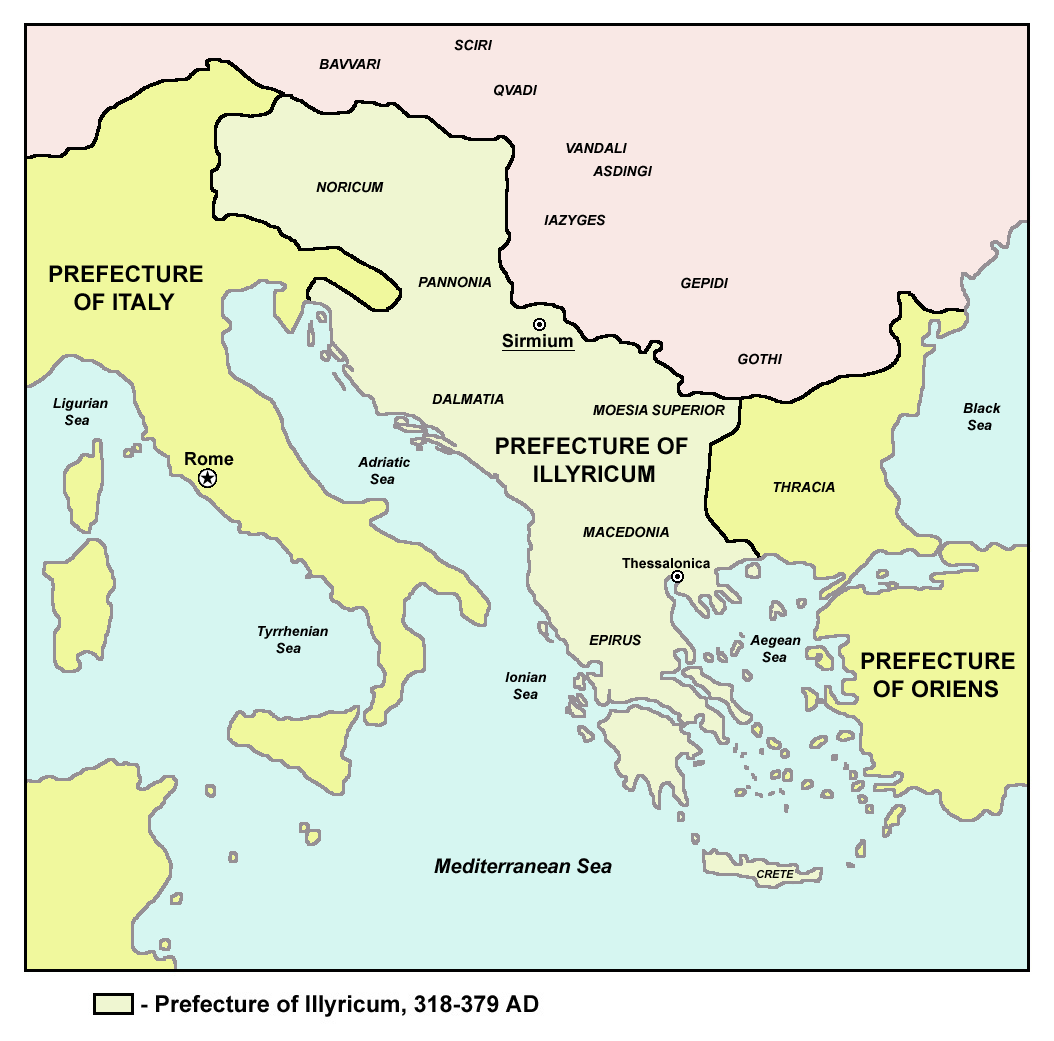
Prefectura Illyricum.

Dioceza Daciae (din latină Dioecesis Dacia) a fost o dioceză romană existentă în anii târzii ai Imperiului Roman, care se întindea din Serbia de azi până în vestul actualei Bulgarii.
Dioceza Daciae depindea de Prefectura Illyricum (latină praefectura praetorio per Illyricum), iar capitala sa era Serdica (Sofia de azi).

## Istoric
Retragerea din Dacia a trupelor romane (anul 271), dictată de împăratul Aurelian (270-275), datorată direct(sau indirect) secesiunii provinciilor Gallia și Hispania (din 260, avansului sasanizilor din Asia, devastării produse de carpi și goți, a fixat granița Imperiului Roman la Dunăre.
O nouă Dacia Aureliana a fost astfel organizată la sud de Dunăre, având capitala la Serdica (Sofia, Bulgaria de azi).